# Zamunda.net
Zamunda.net е български торент тракер.

## История
Домейнът е регистриран на 17 декември 2006 г. от Мартин Павлов, управител на фирма „Линкос“ ООД. Уебсайтът е създаден от Христо Любенов (програмист) и Димитър Цанков (администратор).
Към 27 февруари 2007 г. сайтът има над 500 000 регистрирани потребители.
През март 2007 г. МВР на България провежда акция срещу Zamunda.net и ArenaBG.com. По този повод в годишния доклад на Международния алианс за интелектуална собственост е препоръчано България да остане в черния списък на страните под наблюдение.
По-късно Zamunda.net мести сървърите си в чужбина. Към 12 март 2007 г. уебсайтът е хостван на сървърите на нидерландската компания „Лийзуеб“, регистрирана в град Харлем.
Zamunda.net е сред най-посещаваните български сайтове, като е на 10-о място по посещаемост сред сайтовете в България през декември 2011 г. и на 7-о място през 2018 г. по скалата на Алекса.
Към Май 2025 г. сайтът е активен.